# Harold Robbins
Harold Robbins (New York, 21 mei 1916 – Palm Springs, 14 oktober 1997) was een Amerikaans schrijver. Robbins publiceerde meer dan 30 boeken, die werden vertaald in 32 talen en hij verkocht meer dan 750 miljoen exemplaren.

## Leven
Robbins werd geboren als Harold Rubin als oudste van vier kinderen van intellectuele, deels Russische en deels Poolse, immigranten. Hij groeide op in Brooklyn en werd opgevoed door zijn vader, die apotheker was, en zijn stiefmoeder. Rubin ging vier jaar naar de George Washington High School. Op achttienjarige leeftijd studeerde hij af en begon als klerk, verantwoordelijk voor de inventaris in een supermarktketen. In 1937 ging hij aan de slag als klerk bij Universal Pictures. In 1957 werd Robbins fulltime schrijver.
Hij trouwde drie maal. De eerste maal in 1937 met zijn jeugdvriendin Lillian Machnivitz, wier vader hem een baan bezorgde bij Universal Pictures waar hij het tot boekhouder schopte. Hij scheidde van haar in 1962 en huwde vervolgens Grace Palermo in 1964 (met wie hij twee dochters had, Caryn en Adreana). Na een nieuwe scheiding in 1991 hertrouwde hij in 1992 met Jann Stapp, met wie hij getrouwd was tot aan zijn dood. Zijn tweede vrouw Grace publiceerde in 2013 een boek getiteld Cinderella and the Carpetbagger: My Life as the Wife of the World’s Best-Selling Author. Hierin vertelt ze over haar open huwelijk, de talloze affaires van haar man, zijn druggebruik en de seksfeestjes die hij thuis gaf. Robbins kreeg in 1982 een beroerte met blijvende afasie tot gevolg. Vanaf midden jaren 1980 tot midden 1990 publiceerde hij daardoor geen nieuwe boeken meer. Als gevolg van zijn luxueuze levensstijl en dure echtscheiding van Grace Robbins in 1991 kwam hij in geldgebrek, waardoor hij terug begon te schrijven. Zoals Robbins zelf zei: "I have to keep writing, I haven't any money" (ik moet blijven schrijven want ik heb geen geld).
Hij bracht de meeste tijd van zijn leven aan de Franse Riviera door en in Monte Carlo. Op 14 oktober 1997 overleed hij aan een hartstilstand in het Desert Hospital te Palm Springs, Californië. Hij ligt begraven op het Forest Lawn Cemetery in Cathedral City.
In 2007 verscheen het biografisch boek Harold Robbins The Man Who Invented Sex, geschreven door Andrew Wilson.

## Carrière
Robbins publiceerde zijn eerste boek Never Love a Stranger in 1948 (vertaald als Een man van nergens en Hart zonder toegang). Door de expliciete seks baarde het meteen opzien in de Verenigde Staten van de jaren 1940 en werd het boek verboden in Philadelphia. De naam van Robbins was gezet en het boek betekende de start van een 50-jarige carrière. In 1958 werd het boek verfilmd door Robert Stevens. Daarna volgden nog een tiental verfilmingen van Robbins’ boeken. Een jaar later verscheen The Dream Merchants, een boek over de Amerikaanse filmindustrie. De schrijver mengde historische feiten met melodrama, seks, actie en zijn eigen ervaringen. Zijn derde boek uit 1952, A Stone for Danny Fisher werd zes jaar later gebruikt voor de film King Creole met Elvis Presley.Een van zijn populairste boeken, The Carpetbaggers uit 1961 was losjes gebaseerd op het levensverhaal van Howard Hughes en werd zelfs tweemaal verfilmd. The Adventurers uit 1966 was gebaseerd op Robbins’ ervaringen toen hij in Zuid-Amerika woonde, waarbij hij beweerde drie maanden doorgebracht te hebben in de bergen van Colombia met een groep bandieten. Hij creëerde voor ABC de serie The Survivors in 1969/1970 met in de hoofdrollen Lana Turner en Ralph Bellamy. Tot genoegen van de vele fans bleven de romans met regelmaat verschijnen, The Inheritors (1969), The Betsy (1971), The Pirate (1974), The Lonely Lady (1976), Dreams Die First (1977), Memories of Another Day (1979), Goodbye, Janette (1981), en Spellbinder (1982). De meeste van Robbins’ boeken handelen over seks, geld en macht. De critici bleven niet enthousiast en Robbins’ boeken werden omschreven als zijnde "stomend, smerig en gewelddadig". Een ander criticus verweet Robbins "het gewetenloze gebruik van personages die opzettelijk lijken op bekende overleden mensen". In reactie op de speculaties over wie zijn personages zouden kunnen zijn in het echte leven reageerde Robbins door er op te wijzen dat zijn personages fictieve portretten waren van bestaande personen. Hij antwoordde: "Als je schrijft over wat lijkt als een vertrouwde wereld, hebben de mensen de neiging om etiketten op de personages te kleven."
In 1977 kreeg de schrijver een ster op de Hollywood Walk of Fame op 6743 Hollywood Boulevard.
Na zijn dood in 1997 heeft Robbins' weduwe van aan zijn vriend, de schrijver Junius Podrug, gevraagd de nagelaten werken van Robbins af te werken en uit te geven. Alle na 2001 gepubliceerde boeken zijn geschreven door Podrug, op basis van nagelaten werk van Robbins.

## Verhalen rond de schrijver
Er circuleren rond de schrijver een aantal twijfelachtige verhalen die al even fictief zijn als zijn boeken en vermoedelijk door de schrijver zelf op de wereld gebracht. Enkele van deze verhalen:
Robbins vertelde dat hij de zoon zou zijn van Joods ouders die hem achterlieten op de stoep van een katholiek jongensinternaat, waar hij de naam Francis Kane kreeg (Francis Kane is de naam van het hoofdpersonage van zijn eerste boek). Volgens zijn beweringen woonde hij daarna in verschillende pleeggezinnen tot hij op tienjarige leeftijd door zijn pleegouders geadopteerd werd. De verhalen van het leven op straat, het roken van dope als achtjarige, het verliezen van zijn maagdelijkheid aan een prostituee op 11-jarige leeftijd zijn allemaal verzonnen.
Op vijftienjarige leeftijd haakte hij af van school en ging bij de marine (waarbij hij een valse leeftijd opgaf). Toen zijn onderzeeër geraakt werd door een torpedo kon hij al zwemmende de oppervlakte bereiken om zo op wonderbaarlijke wijze als enig bemanningslid te overleven.
Op negentienjarige leeftijd ging hij van school en leende achthonderd dollar. Hij verdiende een miljoen dollar door suiker te verkopen voor de welfare-handel, maar door speculatie op de beurs verloor hij alles weer op twintigjarige leeftijd.
De schrijver zou heel regelmatig getrouwd zijn, volgens sommige bronnen minstens zes maal. Zelfs zijn vriend Dick Delson beweerde het aantal huwelijken niet exact te weten. Robbins erkende enkel drie huwelijken. Hij beweerde op jonge leeftijd getrouwd te zijn met een Chinese danseres die op hun trouwdag stierf aan psittacosis na gebeten te zijn door een besmette papegaai.

## Verfilmingen
Volgende films zijn gebaseerd op de boeken van Robbins:
- King Creole, 1958 (naar het boek A Stone for Danny Fischer) onder regie van Michael Curtiz. Hoofdrollen: Elvis Presley, Carolyn Jones, Walter Matthau.
- Never Love a Stranger, 1958 (naar het gelijknamige boek) onder regie van Robert Stevens. Hoofdrollen: John Drew Barrymore, Lita Milan, Steve McQueen.
- The Carpetbaggers, 1964 (naar het gelijknamige boek) onder regie van Edward Dmytryk. Hoofdrollen: George Peppard, Alan Ladd, Carroll Baker.
- Where Love Has Gone, 1964 (naar het gelijknamige boek) onder regie van Edward Dmytryk. Hoofdrollen: Susan Hayward, Bette Davis, Mike Connors.
- Nevada Smith, 1966 (naar het boek The Carpetbaggers) onder regie van Henry Hathaway. Hoofdrollen: Steve McQueen, Karl Malden, Brian Keith.
- Stiletto, 1969 (naar het gelijknamige boek) onder regie van Bernard L. Kowalski. Hoofdrollen: Alex Cord, Britt Ekland, Roy Scheider.
- The Adventurers, 1970 (naar het gelijknamige boek) onder regie van Lewis Gilbert. Hoofdrollen: Bekim Fehmiu, Candice Bergen, Charles Aznavour.
- The Betsy, 1978 (naar het gelijknamige boek) onder regie van Daniel Petrie. Hoofdrollen: Laurence Olivier, Robert Duvall, Tommy Lee Jones.
- 79 Park Avenue, 1977 mini-televisieserie (naar het gelijknamige boek) onder regie van Paul Wendkos. Hoofdrollen: Lesley Ann Warren, Marc Singer, David Dukes.
- The Pirate, 1978 (tv-film naar het gelijknamige boek) onder regie van Ken Annakin. Hoofdrollen: Franco Nero, Ian McShane, Anne Archer.
- The Dream Merchants, 1980 (tv-film naar het gelijknamige boek) onder regie van Vincent Sherman. Hoofdrollen: Mark Harmon, Vincent Gardenia, Brianne Leary.
- The Lonely Lady, 1983 (naar het gelijknamige boek) onder regie van Peter Sasdy. Hoofdrollen: Pia Zadora, Ray Liotta, Jared Martin.

- Biblioteca Nacional de España: XX970336
- Bibliothèque nationale de France: cb119221481 (data)
- Catàleg d'autoritats de noms i títols de Catalunya: 981058522366806706
- CiNii: DA00236608
- Gemeinsame Normdatei: 107121921
- International Standard Name Identifier: 0000 0001 1880 1744
- Library of Congress Control Number: n79109317
- Nationale Bibliotheek van Letland: 000003678
- Bibliotheek van het Japanse parlement: 00454327
- Nationale Bibliotheek van Tsjechië: jn19990216154
- Nationale bibliotheek van Australië: 40007933
- Nationale Bibliotheek van Israël: 987007267169605171
- Nederlandse Thesaurus van Auteursnamen: 069002525
- LIBRIS: 197888
- SNAC: w6pk1b46
- Système universitaire de documentation: 027102718
- Trove: 1104831
- Virtual International Authority File: 100259954
- WorldCat: E39PBJxmDxtb9qFyK9jtFX9v73